# Coenobita rugosus
Coenobita clypeatus is een op land levende heremietkreeft die voorkomt aan de kusten van Australië en Oost-Afrika.